# Échangeur de la Boisse
Pour les articles homonymes, voir Boisse (homonymie).
L'échangeur de la Boisse (parfois nommé de Chambéry-le-Haut ou de Cognin - Massif de la Chartreuse) est un nœud routier important de la ville de Chambéry, dans le département français de la Savoie en région Auvergne-Rhône-Alpes.
L'échangeur, dit « à lunettes », est composé d'un ensemble de  bretelles, de deux ronds-points et d'un carrefour à feux tricolores. Il correspond à la sortie 15 de la RN 201 (VRU) traversant l'agglomération de Chambéry.

## Axes concernés
- La RN 201 (2x3 voies), tronçon commun gratuit entre les autoroutes A43 et A41, diffusant les flux en provenance de Lyon et Grenoble à l'ouest en direction de Genève et l'Italie vers l'est ;
- la RD 1006 (ex-RN 6), avenue du Grand Verger, vers Lyon par Les Échelles et la vallée de l'Hyères ;
- la RD 10 (ex-RN 220), avenue de la Boisse, vers Chambéry-Centre ;
- la RD 991A, avenue Pierre Mendès France, vers Hauts-de-Chambéry et Chambéry-le-Vieux ;
- la RD 1A, avenue du Grand Arietaz, vers Chambéry-Nord.

## A proximité
- Parc des expositions de Chambéry
- ZI de Bissy-d'Érier

## Signalétique
Sur la bretelle reliant la VRU à l'avenue de la Boisse, principale entrée nord de Chambéry, contournant l'échangeur par le bas, se trouve une pancarte affichant une citation et un portait de Jean-Jacques Rousseau : « Ici commence le court bonheur de ma vie »,.